# Liste der Biografien/Uu
Liste der Biografien |
Portal Biografien |
Personensuche
# |
A |
B |
C |
D |
E |
F |
G |
H |
I |
J |
K |
L |
M |
N |
O |
P |
Q |
R |
S |
T |
U |
V |
W |
X |
Y |
Z |
?
 
Ua |
Ub |
Uc |
Ud |
Ue |
Uf |
Ug |
Uh |
Ui |
Uj |
Uk |
Ul |
Um |
Un |
Uo |
Up |
Uq |
Ur |
Us |
Ut |
Uu |
Uv |
Uw |
Ux |
Uy |
Uz
Die Liste der Biografien führt alle Personen auf, die in der deutschsprachigen Wikipedia einen Artikel haben. Dieses ist eine Teilliste mit 29 Einträgen von Personen, deren Namen mit den Buchstaben „Uu“ beginnt.

## Uu

### Uud
- Uudam (* 1999), chinesischer Kinder-Volkssänger
- Uudmäe, Jaak (* 1954), sowjetischer Leichtathlet
- Uudmäe, Jaak Joonas (* 1994), estnischer Leichtathlet
- Uudmäe, Jaanus (* 1980), estnischer Leichtathlet
- Uudmäe, Merilyn (* 1991), estnische Weit- und Dreispringerin

### Uug
- Uuganbajar, Chajanchjarwaagiin (* 1985), mongolischer Straßenradrennfahrer

### Uuk
- Uukkivi, Heinrich (1912–1943), estnischer Fußballnationalspieler

### Uun
- Uunona, Adolf, namibischer Politiker der SWAPO

### Uur
- Üürike, Madis (* 1943), estnischer Politiker und Finanzexperte

### Uus
- Uus, Eia (* 1985), estnische Schriftstellerin
- Uusberg, Pärt (* 1986), estnischer Komponist und Chorleiter
- Uusi-Luomalahti, Terhi (* 1974), finnische Fußballspielerin
- Uusimäki, Jaakko (* 1951), finnischer Radrennfahrer
- Uusimäki, Tuomas (* 1977), finnischer Fußballspieler
- Uusipaavalniemi, Markku (* 1966), finnischer Curler und Politiker, Mitglied des Reichstags
- Uusipaikka, Mikko (* 1976), finnischer Biathlet
- Uusitalo, Anna Maria (* 1983), schwedische Biathletin
- Uusitalo, Doris (* 1957), schwedische Fußballspielerin
- Uusitalo, Eino (1924–2015), finnischer Politiker, Mitglied des Reichstags und Innenminister
- Uusitalo, Juha (* 1964), finnischer Opernsänger (Bass-Bariton)
- Uusitalo, Tuomo (* 1986), finnischer Jazzmusiker
- Uusivirta, Mauno (* 1948), finnischer Radrennfahrer
- Uusivirta, Olavi (* 1983), finnischer Musiker und SchauspielerOlavi Uusivirta (* 1983)

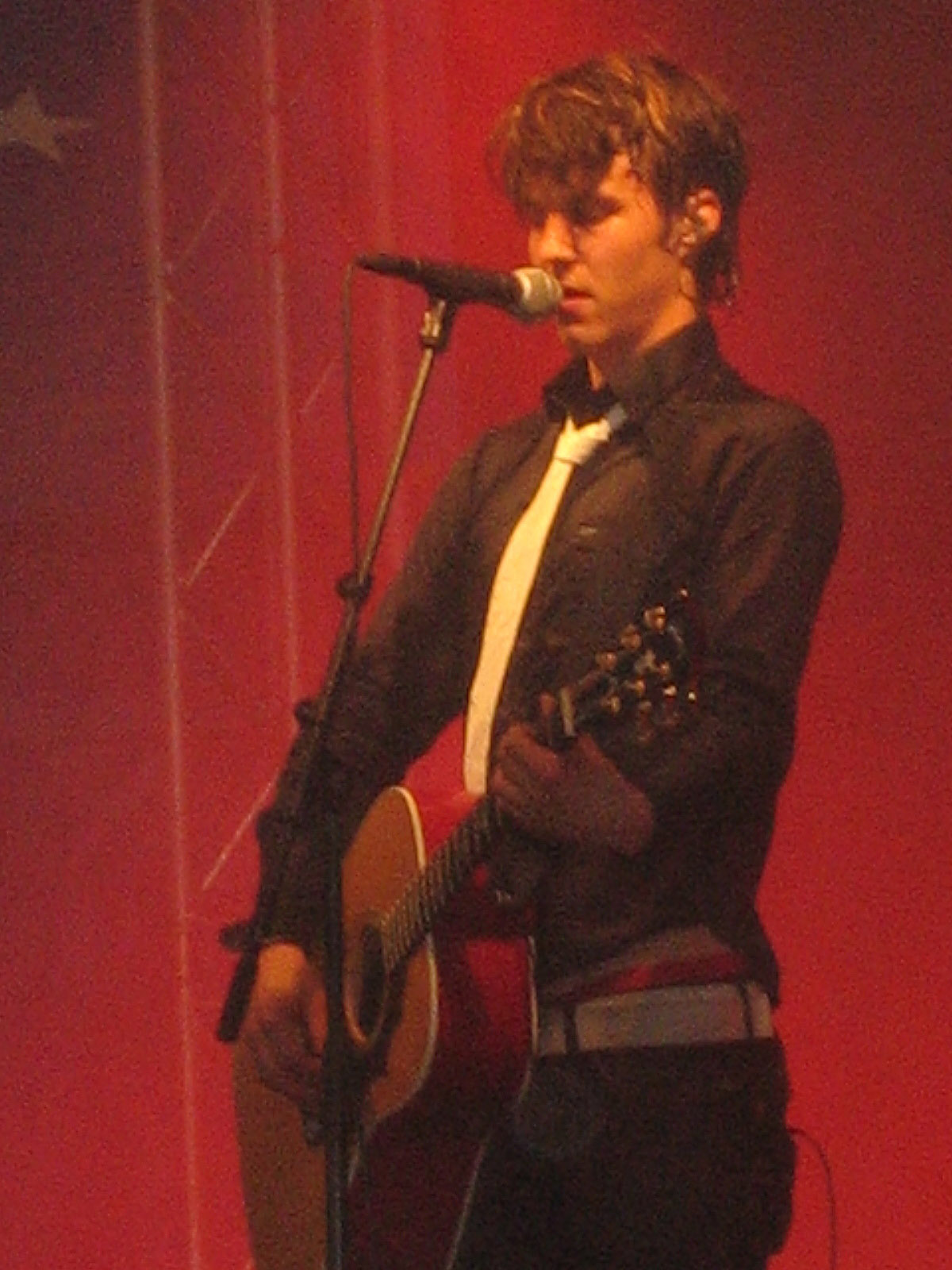
Olavi Uusivirta (* 1983)

- Uusivirta, Tarmo (1957–1999), finnischer Boxer
- Uuskyla, Peeter (* 1951), schwedischer Jazz- und Improvisationsmusiker (Schlagzeug)
- Uustalu, Aveli (* 2000), estnische Skilangläuferin
- Uustulnd, Albert (1925–1997), estnischer Schriftsteller

### Uut
- Uutoni, Erastus (* 1961), namibischer Politiker
- Uutoni, Jafet (* 1979), namibischer Boxer